# ブリンズリー・バトラー (初代レインズバラ子爵)
初代レインズバラ子爵ブリンズリー・バトラー（英語: Brinsley Butler, 1st Viscount Lanesborough PC (Ire)、1670年頃 – 1736年3月6日）は、アイルランド貴族。

## 生涯
フランシス・バトラー（Francis Butler、1702年没）とジュディス・ジョーンズ（Judith Jones、セオフィラス・ジョーンズの娘）の息子としてダブリンで生まれ、1686年9月27日にダブリン大学トリニティ・カレッジに入学した。
1703年から1713年までケルズ選挙区の代表として、1713年から1724年までベルターベット選挙区の代表としてアイルランド庶民院議員を務め、1711年にはアイルランド黒杖官を務めた。1724年3月11日に兄セオフィラスが死去すると、ニュータウン＝バトラー男爵の爵位を継承、1725年9月7日にアイルランド貴族院議員に就任した。1726年5月にアイルランド枢密院の枢密顧問官に任命され、1728年8月12日にアイルランド貴族であるロングフォード県におけるレインズバラ子爵に叙された。
1718年にLL.D.の学位を授与された。
1736年3月6日にダブリンで死去、7日に同地で埋葬された。息子ハンフリーが爵位を継承した。

## 家族
1700年頃、キャサリン・プーリー（Catherine Pooley、1676年11月10日洗礼 – 1759年12月13日、ネヴィル・プーリーの娘）と結婚した。2人は23人の子女をもうけた。
- ハンフリー（1700年頃 – 1768年） - 第2代レインズバラ子爵、後に初代レインズバラ伯爵に叙爵